# Крістіан Преда
Крістіан Преда (рум. Cristian Preda; нар. 26 жовтня 1966, Бухарест, Соціалістична Республіка Румунія) — румунський політик, політолог та публіцист, член Європейського парламенту (з 2009).

## Біографія
У 1991 році закінчив факультет філософії Бухарестського університету. Він здобув освіту в Сорбонні (DEA з історії філософії). Продовжив навчання, проходячи підвищення кваліфікації в Уряді Франції, програмі Еразмус, Університетському Агентстві Франкофонії та Коледжі Нової Європи. У 1998 році він з відзнакою отримав звання доктора політології у Вищій школі соціальних наук (Париж, Франція).
Професійно пов'язаний з Бухарестським університетом, де він працює професором. Опублікував кілька книг з румунської політики, виборчої системи в Румунії та історії лібералізму.
У 1999-2000 роках був радником президента Еміля Константінеску. З 2001 року пов'язаний з Міжнародною організацією франкомовних країн. У 2005 році — молодший міністр з питань франкомовних країн у Міністерстві закордонних справ Румунії, а також консультант адміністрації президента. У 2007 році він був радником Траяна Бесеску з питань освіти і науки.
На виборах у 2009 році за списком Демократичної ліберальної партії (PDL) отримав мандат члена Європейського парламенту. Належить до Європейської народної партії, був також членом комітету у закордонних справах. Після розколу в PDL вступив до Народного руху (PMP). У 2014 переобрався до Європарламенту.